# Belgien runt
Belgien runt , officiellt  Baloise Belgium Tour (sedan 2013 - dessförinnan Ronde van België/Tour de Belgique), är ett årligt fem dagar långt cykellopp i Belgien.
Loppet avhölla årligen mellan 1908 och 1981, förutom under de båda världskrigen. Under 1982 och 1983 arrangerades inte tävlingen och ej heller under perioden 1991 till 2001. Sedan 2002 är Belgien runt återigen ett årligt cykellopp.

## Segrare[2][3]
- 2023  Mathieu van der Poel
- 2022  Mauro Schmid
- 2021  Remco Evenepoel
- 2020 inställt
- 2019  Remco Evenepoel
- 2018  Jens Keukeleire
- 2017  Jens Keukeleire
- 2016  Dries Devenyns
- 2015  Greg Van Avermaet
- 2014  Tony Martin
- 2013  Tony Martin
- 2012  Tony Martin
- 2011  Philippe Gilbert
- 2010  Stijn Devolder
- 2009  Lars Boom
- 2008  Stijn Devolder
- 2007  Vladimir Gusev
- 2006  Maarten Tjallingii
- 2005  Tom Boonen
- 2004  Sylvain Chavanel
- 2003  Michael Rogers
- 2002  Bart Voskamp
- 1991-2001 inte organiserad
- 1990  Frans Maassen
- 1989  Sean Yates
- 1988  Frans Maassen
- 1986  Nico Emonds
- 1985  Ludo Peeters
- 1984  Eddy Planckaert
- 1982-1983 inte arrangerad
- 1981  Ad Wijnands
- 1980  Gerrie Knetemann
- 1979  Daniel Willems
- 1978  André Dierickx
- 1977  Walter Planckaert
- 1976  Michel Pollentier
- 1975  Freddy Maertens
- 1974  Roger Swerts
- 1973  Leif Mortensen
- 1972  Roger Swerts
- 1971  Eddy Merckx
- 1970  Eddy Merckx
- 1969  Eric De Vlaeminck
- 1968  Wilfried David
- 1967  Carmine Preziosi
- 1966  Vittorio Adorni
- 1965  Jean Stablinski
- 1964  Benoni Beheyt
- 1963  Peter Post
- 1962  Noël Foré
- 1961  Rik Van Looy
- 1960  Alfons Sweeck
- 1959  Armand Desmet
- 1958  Noël Foré
- 1957  Pino Cerami
- 1956  André Vlaeyen
- 1955  Alex Close
- 1954  Henri Van Kerckhove
- 1953  Florent Rondele
- 1952  Henri Van Kerckhove
- 1951  Lucien Matthijs
- 1950  Albert Dubiusson
- 1949  Ernest Sterckx
- 1948  Stan Ockers
- 1947  Maurice Van Herzele
- 1946  Albert Ramon
- 1945  Norbert Callens
- 1940-1944 inte arrangerad
- 1939  Joseph Somers
- 1938  François Neuville
- 1937  Adolf Braeckeveldt
- 1936  Emile Decroix
- 1935  Jef Moerenhout
- 1934  François Gardier
- 1933  Jean Aerts
- 1932  Léon Louyet
- 1931  Maurice de Waele
- 1930  Emile Joly
- 1929  Armand Van Brueane
- 1928  Jules Van Hevel
- 1927  Paul Matton
- 1926  Jean Debusschere
- 1925  Denis Verschueren
- 1924  Félix Sellier
- 1923  Emile Masson
- 1922  René Vermandel
- 1921  René Vermandel
- 1920  Louis Mottiat
- 1919  Emile Masson
- 1915-1918 inte arrangerad
- 1914  Louis Mottiat
- 1913  Dieudonné Gauthy
- 1912  Odile Defraye
- 1911  René Vandenberghe
- 1910  Jules Masselis
- 1909  Paul Duboc
- 1908  Lucien Petit-Breton